# Saint-Aubin-du-Pavail
Saint-Aubin-du-Pavailis een plaats en voormalige gemeente in het Franse departement Ille-et-Vilaine in de regio Bretagne en telt 733 inwoners (2005). De plaats maakt deel uit van het arrondissement Rennes. De gemeente werd op 1 januari 2017 opgeheven en samen met Ossé opgenomen in de gemeente Châteaugiron.
Saint-Aubin du Pavail had al een kerk in de 11e eeuw en werd een parochie in 1245.

## Geografie
De oppervlakte van Saint-Aubin-du-Pavail bedraagt 5,8 km², de bevolkingsdichtheid is 126,4 inwoners per km².
De onderstaande kaart toont de ligging van Saint-Aubin-du-Pavail met de belangrijkste infrastructuur en aangrenzende gemeenten.

## Demografie
Onderstaande figuur toont het verloop van het inwonertal (bron: INSEE-tellingen).